# Петдесет и пети конгрес на Македонската патриотична организация
Петдесет и петият конгрес на Македонските патриотични организации (МПО) се провежда през септември 1976 година в Ниагара Фолс, Ню Йорк, САЩ. Иван Михайлов дава нова насока на организацията като застава зад идеята, че най-важна цел за МПО е защитата на българската народност, докато идеята за „Независима Македония“ отстъпва по важност. В резолюция, приета на конгреса, се изтъква, че трябва да се поддържа връзка с отечеството България, независимо каква власт управлява там. Конгресът отчита, че лозунгът „Македония – Швейцария на Балканите“ вече не е актуален и дори е вреден. В основна задача на организацията се превръща отстояването на националния въпрос, против фалшифицирането на историята на Македония и на македонските българи, а също и срещу денационализаторските политики на Гърция и Югославия. Изразява се позиция за връщането на всички македоно-български църкви в лоното на Българската православна църква.
На конгреса присъстват делегати от МПО „Тодор Александров“ от Брюксел. Получени са поздравления от българската емиграция в Бразилия, от църковното настоятелство „Св. св. Кирил и Методий“ в Мелбърн и други. В края на конгреса е избран ЦК на МПО в състав Аспарух Пописаков (председател), Благой Марков и Божин Иванов (подпредседатели), Антон Попов (секретар) и други.